# Elektrownia Blachownia
Elektrownia Blachownia – elektrownia kondensacyjna cieplna blokowa, z zamkniętym układem wody chłodzącej, wchodzącą w skład przedsiębiorstwa Tauron Polska Energia. Jest zlokalizowana przy ulicy Energetyków 11 w Kędzierzynie-Koźlu w województwie opolskim.

## Historia
Elektrownia wybudowana została przez Niemców dla potrzeb zasilania kombinatu chemicznego IG Farbenindustrie, wybudowanego tu w 1942 roku. W 1944 roku została zniszczona w wyniku bombardowania pobliskich zakładów chemicznych przez wojska alianckie. W 1945 roku Rosjanie zdemontowali wszystkie urządzenia.
Sześcioletni plan rozwoju 1950–1955 przewidywał budowę w Blachowni wytwórni benzolu i smoły koksowniczej Zakładów Koksochemicznych „Blachownia”. W 1953 zdecydowano o budowie elektrociepłowni Elektrownia Blachownia na potrzeby zakładów chemicznych.
30 października 1957 z udziałem najwyższych władz państwowych uroczyście uruchomiono pierwszy blok energetyczny i zsynchronizowano go z krajowym systemem elektroenergetycznym poprzez rozdzielnię 110 kV. W 1958 uruchomiono drugi i trzeci blok, a w 1959 czwarty. Elektrownia posiadała wówczas 8 kotłów o wydajności 1230 t pary/godzinę i 4 turbozespoły o mocy 55 MW.
W latach 1959–1960 przeprowadzono kolejny etap rozbudowy elektrowni. Uruchomiono dwa bloki energetyczne składające się z kotłów o wydajności 470 t pary/godzinę i turbozespołów o mocy 70 MW. Łączna moc elektrowni osiągnęła 360 MW.
W latach 1967–1968 przeprowadzono rozbudowę elektrociepłowni ze względu na wzrost zapotrzebowania na ciepło w sąsiednich zakładach chemicznych. Uruchomiono dwa kotły o wydajności 215 t pary/godzinę i turbozespoły o mocy 28,5 MW.
W 1981 łączna moc elektrowni osiągnęła 421 MW mocy elektrycznej i 294 MW mocy termicznej. W następnych latach wyłączono z eksploatacji zużyte bloki, co zmniejszyło moc elektryczną wytwarzaną przez zakład do 244 MW.

## Dane techniczne
Elektrownia obecnie dysponuje mocą zainstalowaną 158 MW i mocą cieplną 174 MW.
Energię elektryczną i cieplną wytwarzają w sumie 3 turbozespoły. Moc elektryczna wyprowadzana jest do krajowego systemu energetycznego poprzez rozdzielnię 110 kV.
Głównym odbiorcą energii cieplnej są sąsiadujące z elektrownią firmy przemysłu chemicznego.